# Ali Mahdi Mohamed
Ali Mahdi Mohamed, (in somalo: Cali Mahdi Maxamed; in arabo علي مهدي محمد‎?) (Giohar, 1º gennaio 1939 – Nairobi, 10 marzo 2021), è stato un politico e signore della guerra somalo, presidente del Governo provvisorio della Somalia dal gennaio del 1991 al gennaio del 1997.

## Carriera politica
Entrò per la prima volta in politica nel 1968, concorrendo per un seggio parlamentare a Mogadiscio. L'anno dopo vi fu il colpo di stato del generale Siad Barre che instaurò un regime autoritario filo-sovietico.
Dopo le ricadute della fallimentare campagna dell'Ogaden alla fine degli anni '70, il regime iniziò ad arrestare funzionari governativi e militari sospettati di aver partecipato al fallito colpo di stato del 1978. La maggior parte delle persone che avrebbero contribuito a complottare il putsch furono sommariamente giustiziate. Tuttavia, diversi funzionari riuscirono a fuggire all'estero e iniziarono a formare il primo di vari gruppi dissidenti dediti a cacciare con la forza il regime di Barre, il Congresso della Somalia Unita (in inglese United Somali Congress, USC) cui aderì. Mahdi all'interno del partito era il principale esponente della cabila degli Abgal. 
L'USC fu fondamentale per l'abbattimento della dittatura del generale Siad Barre che fu rovesciato nel gennaio 1991 dal generale, nonché capo dell'ala militare dell'USC, Mohammed Farah Aidid.
Caduta la dittatura, l'USC scelse Mahdi come Presidente della Somalia ad interim fino al 28 febbraio 1991, quando in una conferenza avrebbero dovuto riunirsi i principali capi militari e tribali per scegliere un nuovo leader politico nazionale.
Aidid si oppose però alla scelta dell'USC, ed iniziò un'opposizione armata al nuovo governo di Mahdi con l'aiuto della sua tribù, gli Habr Ghedir.
A peggiorare la situazione, il Somaliland proclamò la propria indipendenza il 18 maggio 1991, accentuando così il processo di decentralizzazione e disintegrazione dello Stato somalo.
La caduta di Siad Barre precipitò la Somalia nella confusione ed il governo di Mahdi, benché internazionalmente riconosciuto, non riuscì a riportare l'ordine e di fatto non esercitò alcun potere su quasi tutto il paese: la Somalia cadde nell'anarchia in cui si trova ancora oggi, ed iniziò la guerra civile somala, tuttora in corso. Il potere passò nelle mani di signori della guerra, gruppi secessionisti e tribù, che lo esercitarono su base locale.
Tra il 15 ed il 21 luglio 1991 il governo del Gibuti tenne una conferenza di pace, la prima che abbia cercato di porre fine al conflitto somalo. La conferenza confermò come Presidente Ali Mahdi, il quale, forte della legittimazione così ricevuta, continuò ad essere riconosciuto internazionalmente.
Aidid, insoddisfatto del risultato, intensificò la lotta armata, rendendo i mesi successivi i più violenti della guerra civile.
Lo scontro tra Aidid e Ali Mahdi proseguì nel periodo 1992-95, durante le missioni ONU (UNOSOM I, UNITAF e UNOSOM II, stabilite per alleviare le sofferenze della popolazione civile stremata dal conflitto e dividere le fazioni in lotta. Le missioni internazionali non condussero tuttavia alla pacificazione del Paese, mentre Aidid, il 15 giugno 1995, si proclamò Presidente della Somalia. Il potere di Aidid, che peraltro sarebbe stato ucciso l'anno successivo, non fu mai riconosciuto, e la Somalia rimase ufficialmente senza alcun governo effettivo sino al 2000, con l'insediamento di Abdiqasim Salad Hassan.
Dopo la cessazione dalla carica di Presidente ed il contestuale inizio della presidenza non riconosciuta di Aidid, Ali Mahdi continuò a combatterne le milizie, e con successo ne indebolì con una guerriglia permanente il controllo sul paese. Anche dopo la morte di Aidid le forze di Mahdi proseguirono nell'attaccarne i miliziani, ora guidati dal figlio Hussein Mohammed Farah, che dopo la morte del padre si era proclamato Presidente, anch'egli senza riconoscimento internazionale.
Il 17 dicembre 1996 gli uomini di Mahdi attaccarono il quartier generale di Hussein a Mogadiscio, e dopo cinque giorni di combattimenti i morti furono 135. Questi scontri terminarono solo il 30 marzo 1998, quando i due signori della guerra stabilirono la pace spartendosi il controllo su Mogadiscio. Alla nuova conferenza di pace di Gibuti del 2000 Abdiqasim Salad Hassan, cugino di Aidid, fu eletto Presidente del nuovo Governo nazionale di transizione (Transitional National Government, TNG) battendo proprio Mahdi, il quale in un solenne discorso affermò che avrebbe rispettato il risultato delle elezioni e avrebbe cooperato col nuovo governo, e così fece.
Nella conferenza stessa peraltro Mahdi fu eletto parlamentare, e rimase in carica fino al 2004, anno del passaggio al Governo federale di transizione. Sospettato di essere al centro di traffici illeciti di armi e di rifiuti tossici, fu udito in sede di esame testimoniale dalla commissione parlamentare d'inchiesta sull'omicidio Alpi-Hrovatin.

### Morte
Ali Mahdi Mohamed è morto a Nairobi, Kenya il 10 marzo 2021 per complicazioni da COVID-19.